# Anthidium exhumatum
Anthidium exhumatum es una especie extinta de abeja Megachilidae del género Anthidium. Se conoce solamente del Eoceno tardío Chadroniense, de la formación Florissant de Colorado, Estados Unidos. Anthidium exhumatum es una de cuatro especies extintas conocidas de abejas megaquílidas.

## Historia y clasificación
Se conocen tres fósiles de esta especie, el holotipo y un fósil adicional sin designación (espécimen tipo). El holotipo número "No. 2003" es un macho que consiste de dos partes, una de compresión y otra de impresión. Eran parte de la colección de Samuel Hubbard Scudder nombradas como especímenes "No. 13,709" y "No. 11,388". El ejemplar adicional, "No.8444", es una hembra. Los tres fósiles se encuentran ahora en el museo de anatomía comparada de la universidad de Harvard. A. exhumatum fue primero estudiado por Theodore Cockerell, quien publicó la descripción del tipo en Bulletin of the Museum of Comparative Zoology, 1906.

## Descripción
El holotipo mide 13,5 mm de longitud, posiblemente el cuerpo era más largo en vida y ha sido reducido por aplastamiento al fosilizarse. La cabeza y el tórax son de color oscuro uniforme, el mesotórax presenta una textura áspera. El abdomen posee bandas anchas rojizas sin oscurecerse en los bordes y sin manchas. La hembra, ejemplar "No. 8444", tiene bandas más marcadas que el macho. El final del abdomen del macho es redondeado y gran proporción de este está ocupado por los órganos genitales. Las alas son claras con venas de color pálido. La célula marginal del ala es más chica que en el fósil Anthidium scudderi Debido a la coloración y estructura de las alas se han colocado estas dos especies en el género Anthidium.